# Clarendon Hills, Illinois
Clarendon Hills är en ort (village) i DuPage County, i delstaten Illinois, USA. Enligt United States Census Bureau har orten en folkmängd på 8 486 invånare (2011) och en landarea på 4,7 km².